# Bisbat de Les Cayes
El bisbat de Les Cayes (crioll: Dyosèz nan Les Cayes; llatí: Dioecesis Caiesensis) és una seu de l'Església Catòlica a Haití, sufragània de l'arquebisbat de Port-au-Prince. El 2001 tenia 933.000 batejats sobre una població d'1.400.000 habitants. Actualment està regida pel bisbe cardenal Chibly Langlois.

## Territori
La diòcesi comprèn la ciutat de Les Cayes, on es troba la catedral de Nostra Senyora de l'Assumpció.
El territori s'estén sobre 4.649 km², i està dividit en 43 parròquies.

## Història
La diòcesi va ser erigida el 3 d'octubre de 1861 mitjançant la butlla del Papa Pius IX, prenent el territori del de l'arquebisbat de Santo Domingo, després de la reorganització posterior a la signatura del Concordat de 1860 signat entre la Santa Seu i la República d'Haití.
El 20 d'abril de 1972 cedí part del seu territori per tal que s'erigís el bisbat de Jérémie.
El 13 de juliol de 2008 cedí una nova porció de territori per tal que es bastís la diòcesi d'Anse-à-Veau-Miragoâne.

## Cronologia episcopal
- Martial-Guillaume-Marie Testard du Cosquer † (1861 - 27 de juliol de 1869 mort) (administrador apostòlic)
- Alexis-Jean-Marie Guilloux (Guillons) † (27 de juny de 1870 - 24 d'octubre de 1885 mort) (administrador apostòlic)
- Constant-Mathurin Hillion † (10 de juny de 1886 - 21 de febrer de 1890 mort) (administrador apostòlic)

- Jean-Marie-Alexandre Morice † (4 de maig de 1893 - 22 de juny de 1914 renuncià)
- Ignace-Marie Le Ruzic † (12 de gener de 1916 - 1 d'agost de 1919 renuncià)
- Jules-Victor-Marie Pichon † (24 d'abril de 1919 - 1 de setembre de 1941 jubilat)
- François-Joseph Person † (9 de setembre de 1941 - 24 de setembre de 1941 mort)
- Jean Louis Collignan, O.M.I. † (30 de setembre de 1942 - 27 de juliol de 1966 mort)
- Jean-Jacques Claudius Angénor † (20 d'agost de 1966 - 9 d'abril de 1988 renuncià)
- Jean Alix Verrier (9 d'abril de 1988 - 9 de març de 2009 jubilat)
- Guire Poulard (9 de març de 2009 - 12 de gener de 2011 nomenat arquebisbe de Port-au-Prince)
- Chibly Langlois, dal 15 d'agost de 2011

## Estadístiques
A finals del 2001, la diòcesi tenia 933.000 batejats sobre una població d'1.400.000 persones, equivalent al 66,6% del total.
| any  | població  | població  | població | sacerdots | sacerdots       | sacerdots       | sacerdots             | diaques | religiosos | religiosos | parroquies |
| ---- | --------- | --------- | -------- | --------- | --------------- | --------------- | --------------------- | ------- | ---------- | ---------- | ---------- |
| any  | batejats  | total     | %        | total     | clergat secular | clergat regular | batejats por sacerdot | diaques | homes      | dones      |            |
| 1949 | 750.000   | 775.000   | 96,8     | 94        | 54              | 40              | 7.978                 |         | 44         | 112        | 35         |
| 1966 | 906.000   | 930.000   | 97,4     | 121       | 78              | 43              | 7.487                 |         | 32         | 167        | 52         |
| 1970 | 910.000   | 1.050.000 | 86,7     | 103       | 56              | 47              | 8.834                 |         | 47         | 138        | 53         |
| 1976 | 700.000   | 800.000   | 87,5     | 75        | 40              | 35              | 9.333                 |         | 60         | 132        | 38         |
| 1980 | 764.000   | 1.063.000 | 71,9     | 69        | 31              | 38              | 11.072                |         | 63         | 139        | 38         |
| 1990 | 1.014.000 | 1.455.500 | 69,7     | 87        | 41              | 46              | 11.655                |         | 69         | 145        | 39         |
| 1997 | 1.000.000 | 1.500.000 | 66,7     | 68        | 45              | 23              | 14.705                |         | 49         | 145        | 43         |
| 2000 | 1.000.000 | 1.500.000 | 66,7     | 70        | 47              | 23              | 14.285                |         | 49         | 145        | 43         |
| 2001 | 933.000   | 1.400.000 | 66,6     | 83        | 55              | 28              | 11.240                |         | 55         | 136        | 43         |